# 離母糕
离母糕是中國西北地区的一種糕點，是當地中式婚禮中納徵時，由男家送给新娘，然後再由新娘转呈给自己的母亲，表示女儿就要离开母亲，出嫁為人妻了。
离母糕是油炸过的糕，未经油炸时，可以将其糅合在一起，一经炸制，就再也揉不到一起了。此俗的用意是嫁出去的女儿，泼出去的水。母亲接受了女儿的离母糕后，就希望女儿永远为人之妇，再无回头之念，女儿将糕呈送给母亲，是表示永远不忘母亲的恩泽。离母糕用四十八片非常整齐均匀的糕块。其意是女儿堂堂正正出嫁，规规矩矩做人，将来的日子一定会过得四平八稳，也祝愿父母亲和家人四时八节步步高。